# Jan Roelfs (1957)
Jan Roelfs (Amsterdam, 1957) is een Nederlandse production designer. Tussen 1984 en 1994 was hij ook actief als artdirector.

## Biografie
Roelfs studeerde aan de Kunstacademie Rotterdam en werkte freelance als binnenhuisarchitect in Amsterdam en Rotterdam. In 1983 werkte hij voor het eerst aan een filmdecor samen met collega-interieurarchitect Ben van Os, twee jaar later begon hun nauwe samenwerking met de Britse regisseur Peter Greenaway. In 1990 wonnen de beide compagnons de Europese Filmprijs voor beste decor en kostuums voor Greenaways film The Cook, the Thief, His Wife and Her Lover. In 1991 wonnen Van Os en Roelfs een Gouden Kalf voor hun gezamenlijke oeuvre. In 1992 werd Roelfs samen met Van Os genomineerd voor een Academy Award in de categorie Beste Artdirection voor de film Orlando en in 1997 samen met set decorator Nancy Nye voor Gattaca. Sinds 1993 werkt Roelfs voornamelijk in de Verenigde Staten, waar hij meermaals samenwerkte met onder meer regisseur Oliver Stone.

## Filmografie
- 1985: Het bittere kruid – art direction
- 1986: In de schaduw van de overwinning – production design
- 1986: A Zed & Two Noughts – production design
- 1987: Havinck – art direction
- 1988: Drowning by Numbers – production design
- 1988: Shadowman – art direction
- 1989: The Cook, the Thief, His Wife and Her Lover – production design
- 1989: Laura Ley – art direction
- 1989: Leedvermaak – art direction
- 1990: Sailors Don't Cry – art direction
- 1991: Eline Vere – art direction, production design
- 1991: Prospero's Books – production design
- 1992: Orlando – production design
- 1993: Dark Blood – production design
- 1993: The Baby of Mâcon – production design
- 1994: 1000 Rosen – artdirector, production design
- 1994:  Little Women – production design
- 1995: The Grotesque – production design
- 1996: The Juror – production design
- 1997: Gattaca – production design
- 1999: The Astronaut's Wife – production design
- 1999: Flawless – production design
- 2002: Bad Company – production design
- 2002: S1m0ne – production design
- 2004: Alexander – production design
- 2006: World Trade Center – production design
- 2007: The Hunting Party – production design
- 2007: Lions for Lambs – production design
- 2008: The Lucky Ones – production design
- 2010: My Own Love Song – production design
- 2010: Get Him to the Greek – production design
- 2012: Dark Blood - production design
- 2013: Fast & Furious 6 - production design
- 2013: 47 Ronin – production design
- 2015: Child 44 – production design
- 2017: Ghost in the Shell – production design
- 2017: The Current War – production design
- 2018: Bird Box – production design